# ネオプトレモス (ディアドコイ)
ネオプトレモス（希：Νεoπτόλεμος, ラテン文字転記：Neoptolemos, ? - 紀元前321年）は、アレクサンドロス3世に仕えたマケドニア王国の家臣で、ディアドコイの一人である。

## アレクサンドロスの下で
ネオプトレモスはアリアノスによればエピロス王家であるアイアキデス家（アイアキダイ）の家系に属する人物であり、マケドニアにはヘタイロイとして仕え、紀元前332年のガザ包囲戦では一番乗りを果たした。

## アレクサンドロス死後、ディアドコイ戦争
フォティオスの伝えるところによると、ネオプトレモスは紀元前323年にアルメニア太守に任じられた。しかし、失政のためにアルメニア人によって反乱を起こされており、プルタルコスは彼の性格を「気まぐれで、虚栄心が強い」としている。また、ネオプトレモスは摂政ペルディッカスの陣営に属し、紀元前321年にペルディッカスがプトレマイオスを滅ぼさんとエジプトに遠征した時にネオプトレモスは小アジアに配置され、エウメネスの指揮下に置かれた。
しかし、ネオプトレモスはすぐにペルディッカスと対立する将軍アンティパトロス、クラテロスと連絡を取り始め、さらにエウメネスの元に援軍として向かうのを拒否した。なお、ネオプトレモスはエウメネスは王にペンで仕えたが、自分は剣で仕えたと言って王には書記官として仕えていたエウメネスを馬鹿にしており、エウメネスの下につけられたということもこの裏切りの原因の一つかもしれない。ともあれ、ネオプトレモスの裏切りを知ったエウメネスは直ちにネオプトレモスの許に進軍して彼を破り、その兵士たちに忠誠を誓わせた。一方、ネオプトレモスはなんとか少数の騎兵と共に逃げおおせ、クラテロスの軍と合流した。
そしてネオプトレモスはクラテロスにエウメネスを倒すよう説得し、エウメネスに向けて軍を進めさせた。紀元前321年、ヘレスポントス近郊にて彼らはエウメネスと会戦した（ヘレスポントスの戦い）。この会戦でネオプトレモスは左翼の騎兵部隊を、エウメネスは右翼の騎兵部隊を率いて戦った。彼らは個人的な敵同士でもあり、互いの姿を見つけるや否や一騎討ちを行った。激戦の末、ネオプトレモスはエウメネスに討ち取られた。会戦はエウメネスの勝利に終わり、クラテロスも敗死した。

## 註
1. ↑  アリアノス, II, 27
2. ↑  フォティオス, 92c
3. ↑  プルタルコス, 4
4. 1 2  ユスティヌス, XII. 6
5. ↑  プルタルコス, 1
6. ↑  ディオドロス, XVIII. 29
7. ↑  プルタルコス, 6-7
8. ↑  ディオドロス, XVIII. 30-32

## 参考サイト
- ディオドロスの『歴史叢書』の英訳版
- フォティオスのBibliothecaの英訳
- プルタルコスの「エウメネス伝」の英訳（プロジェクト・グーテンベルク内）